# Società Generale Semiconduttori
Società Generale Semiconduttori (SGS) fue la primera empresa italiana de fabricación de semiconductores. Fue fundada en 1957 por Olivetti y Telettra. En 1961 llegaron a un acuerdo de colaboración con la empresa estadounidense Fairchild Semiconductor en el que esta recibía un tercio de SGS a cambio de compartir su conocimiento técnico. La empresa pasó a llamarse SGS-Fairchild y la colaboración duró hasta que en 1968 Fairchild Semiconductor decidió retirarse y la empresa volvió a llamarse SGS. Fue adquirida por el gobierno italiano y fusionada en 1972 con la empresa también italiana ATES (Aziende Tecniche Elettroniche del Sud) bajo el control de la empresa pública STET (Società Finanziara Telefonica). La empresa resultante tomó el nombre de SGS-ATES, hasta 1985 en que se cambia el nombre a SGS Microelettronica. 

## Inicios

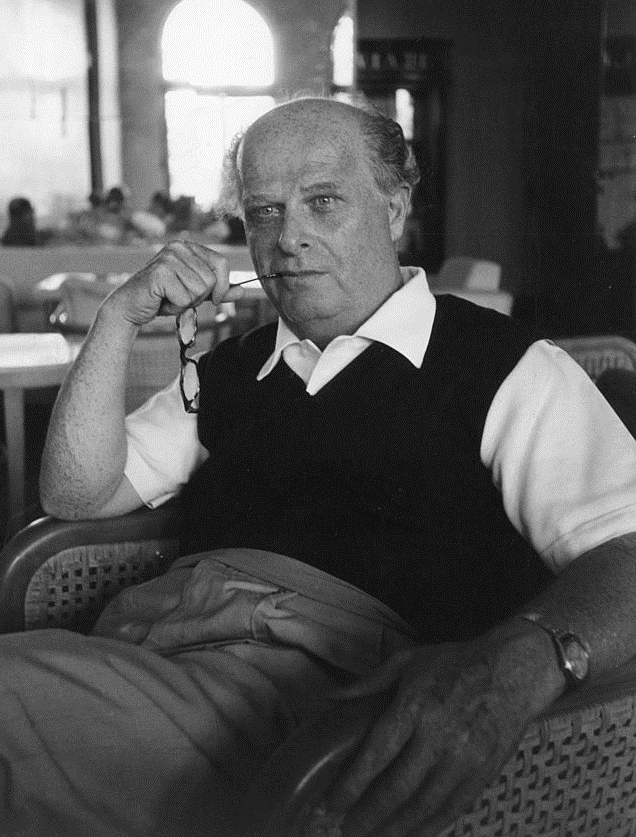
Adriano Olivetti, presidente de la empresa Olivetti y fundador de SGS

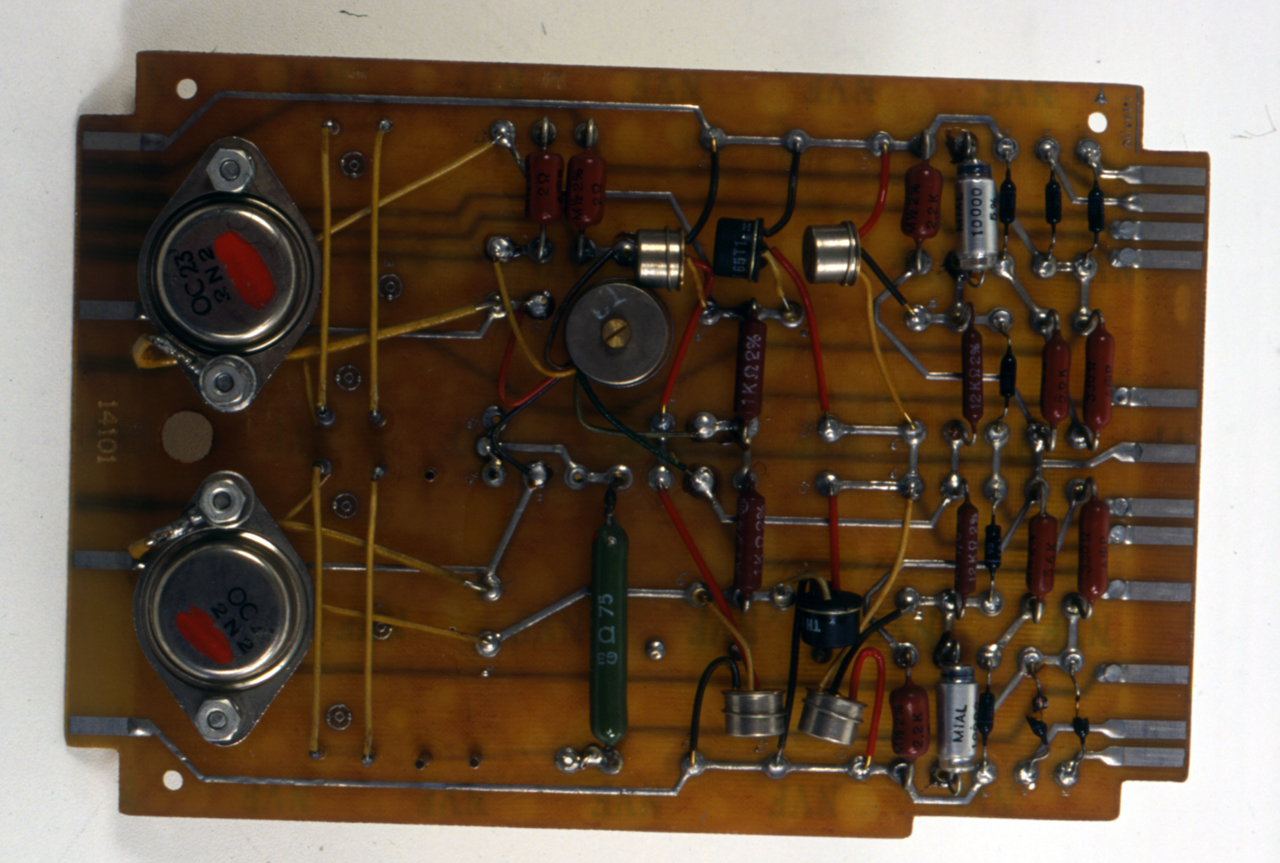
Amplificadores para la lectura de la memoria del computador Olivetti Elea 9009, con transistores posiblemente fabricados por SGS

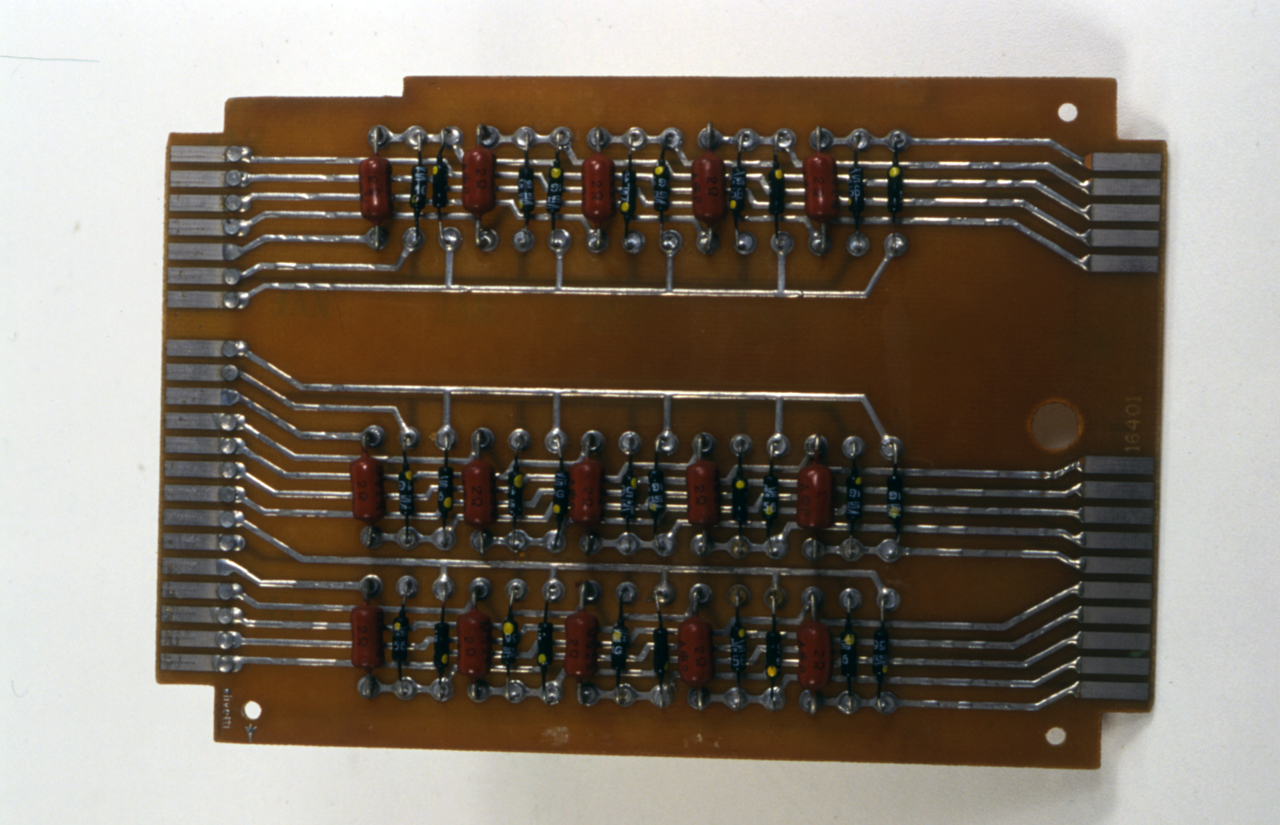
Diodos de aislamiento de la memoria del computador Olivetti Elea 9009

En los años 1950 la empresa italiana Olivetti, presidida por Adriano Olivetti, fabricaba calculadoras, computadoras y máquinas de escribir electrónicas. Para estas máquinas necesitaban componentes electrónicos semiconductores como diodos y transistores que compraban a empresas de otros países ya que no había ningún fabricante en Italia. Preocupados por esta dependencia de proveedores de otros países y el gran número de componentes que necesitaban para sus computadores Elea, decidieron crear ellos mismos una empresa que los fabricara. Para ello se asociaron con Telettra, una empresa italiana de fabricación de equipos de telecomunicaciones que también necesitaba estos componentes. De esta forma fundaron la empresa Società Generale Semiconduttori (Sociedad General Semiconductores) en 1957.

## SGS-Fairchild
En 1961 firmaron un acuerdo de colaboración con la empresa estadounidense Fairchild Semiconductor y SGS pasó a llamarse SGS-Fairchild. Fairchild Semiconductor se quedaba con un tercio de la empresa y a cambio aportaba su nuevo proceso planar de fabricación de transistores de silicio. Ambas empresas se beneficiaban de ampliar su mercado e incrementar su oferta de productos sin hacer grandes inversiones. Fairchild podía vender sus transistores de silicio en Europa y SGS sus transistores de germanio en Estados Unidos.
La sede central de la empresa se encontraba en Agrate Brianza y abrieron fábricas en Inglaterra, Francia, Alemania, Suecia y Singapur. En Inglaterra llegaron a tener un 21% del mercado de los circuitos integrados. La colaboración duro hasta 1968, cuando Fairchild decidió retirarse por problemas económicos y tecnológicos en Estados Unidos, divergencias con los fundadores de SGS y diferentes necesidades en los mercados europeos y estadounidenses. Después de esto la empresa volvió a llamarse SGS.

### Federico Faggin

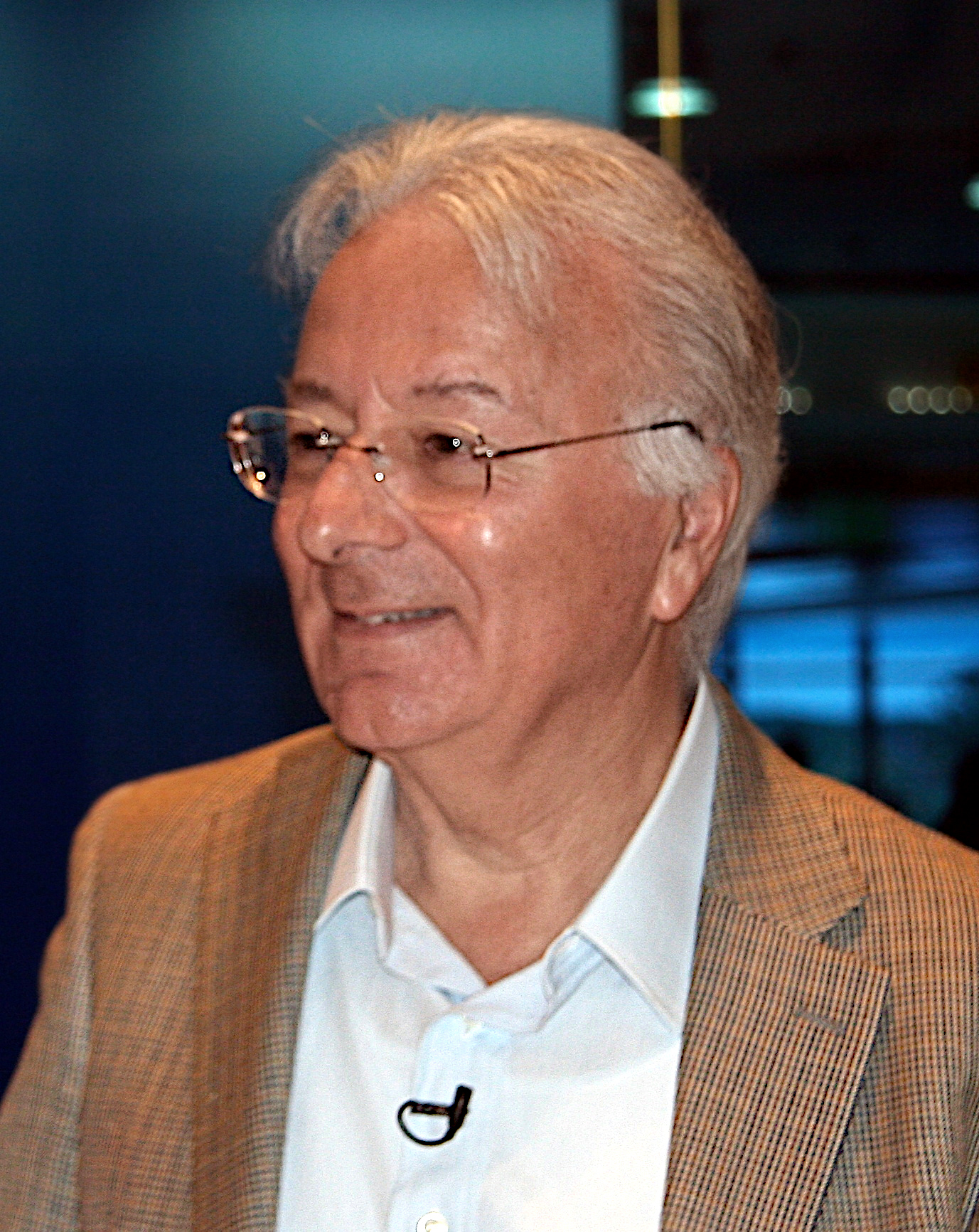
Federico Faggin trabajó en Olivetti y SGS-Fairchild

En 1967 entró a trabajar en la empresa Federico Faggin y creó el primer proceso de fabricación con tecnología MOS de la compañía. También diseñó los dos primeros circuitos integrados de la empresa con esta tecnología. Anteriormente, en 1961, había estado trabajando en Olivetti diseñando una computadora experimental con transistores de germanio fabricados por SGS-Fairchild. En 1968 SGS le envió a Fairchild en Estados Unidos en un programa de intercambio de ingenieros y ya se quedó a trabajar allí. Después pasó a trabajar a Intel, donde diseñó el microprocesador Intel 4004, el primer procesador en un solo chip. Más adelante fundó la empresa Zilog, donde diseñó el procesador Z80. Años más tarde SGS fue una de las empresas que llegaron a acuerdos para fabricar ese procesador.

## SGS-ATES
Después de la salida de Fairchild siguieron colaborando pero la transferencia de tecnología hacia SGS disminuyó al ser visto como un competidor. Esto unido a la falta de inversión en investigación por parte de SGS hizo que quedara atrás tecnológicamente y que empeorara su situación económica. Olivetti, que había vendido su división de computadoras, estaba interesada en vender SGS. Y en 1971 el gobierno italiano, ante la posibilidad de que la empresa fuera comprada por la estadounidense Motorola, decidió comprarla y fusionarla con la empresa ATES (originalmente Aquila Tubi Elettronici e Semiconduttori y a partir de 1961 Aziende Tecniche Elettroniche del Sud). La empresa resultante recibió el nombre de SGS-ATES y estaba bajo el control de la empresa estatal STET (Società Finanziara Telefonica).